# 窨井盖
人孔蓋，中國大陸稱窨井蓋（其中「窨」讀作ㄧㄣˋ），香港則稱坑渠蓋，即窨井的盖子，俗稱井蓋，中國东北方言称为马葫芦盖，青岛方言称为古力盖。人孔蓋形狀大多為圓形或長方形，大小剛好可讓一個人進出。蓋子為了耐車輛碾壓，大多為生鐵或球墨鑄鐵製，上面會有各種花紋除了方便辨識沙井用途及管理機構，也可防止雨天時過於滑溜造成交通事故。

## 词源
马葫芦盖
马葫芦，这个词在日本占领东北的时期成为东北方言的一部分。实际上日语发音源自英语。
古力盖
源于德语单词Gully，意为“下水道”。

## 類別
- 依形狀而定
  - 圓形渠蓋
  - 方形渠蓋：為免以往採用圓形渠蓋時容易跌入沙井的弊處，香港政府工務司署（以及後繼部門），以及各公營公司於1970年代開始廣泛採用方型渠蓋。
    - 雙子口渠蓋：渠蓋為一整塊，上有兩個匙孔，類似一般圓形渠蓋。
    - 雙三角渠蓋：渠蓋分為兩塊三角形，每邊各有一個匙孔。
- 依用途而定
  - 方格花紋渠蓋：在香港為污水渠/供水用水掣/啟德發展區區域供冷系統水掣。
  - 「啟德：活力磁場」主題花紋渠蓋：啟德發展區區域供冷系統水掣。
  - 放射狀花紋渠蓋：在香港為雨水渠。
- 依負重而定：由重至輕分為H、M及L三種。

## 相關參見
- 沙井
- 井盖盗窃（英语：Manhole cover theft）

### 進一步閱讀
- Camerota, Remo. . New York: Mark Batty Publisher. 2010. ISBN 9780982075470. OCLC 317463479.
- Melnick, Mimi (1999). Manhole Covers. Cambridge, Massachusetts: MIT Press. ISBN 0-262-13302-4.
- Raymond, Douglas (2007). Transylvanian Street Metal （页面存档备份，存于）. San Francisco: Blurb Books. (No ISBN.)
- Stuart, Diana (2003). Designs Underfoot: The Art of Manhole Covers in New York City. Sharon, Conn.: Design Books. ISBN 1-58574-639-8.

## 外部連結
- The Pascal-B nuclear test
- Report （页面存档备份，存于） by Siemens for the State of Massachusetts concerning manhole cover explosions
- Manhole Covers in Space—and Online （页面存档备份，存于） – exhaustive article by Debbie Moorhouse